# Zdziarski Wierch
Zdziarski Wierch – długi, niski i porośnięty lasem grzbiet Małego Przysłopu w Tatrach Bielskich na Słowacji. Odbiega od jego wierzchołka w kierunku wschodnim, oddzielając Dolinkę Błotną (na południu) od Doliny Średnicy (na północy). Obydwie nazwy (Mały Przysłop i Zdziarski Wierch) utworzył Władysław Cywiński w 4 tomie przewodnika Tatry.
Od wylotu Błotnej Dolinki jej dnem, a następnie zboczami Zdziarskiego Wierchu na Błotne Siodło prowadzi droga leśna. Jest tak błotnista i rozjeżdżona przez traktory zwożące drzewo, że trudno nią przejść bez wysokiego obuwia gumowego.